# Dušan Melichárek
Dušan Melichárek (* 29. listopadu 1983 Vyškov) je bývalý český fotbalový brankář, naposledy působící v Malmö FF. Mimo Česko působil na klubové úrovni ve Švédsku a v Chorvatsku.

## Klubová kariéra
S fotbalem začínal ve Zlíně, odkud si jej v jeho 17 letech vytáhlo 1. FC Slovácko (tehdy 1. FC Synot), kde chytal nejprve za mládež.

### 1. FC Slovácko
O roku 2003 chytal za rezervní tým a občas byl náhradníkem v A-mužstvu. Sezonu 2004/05 strávil na hostování ve Veselí nad Moravou a v létě 2005 zaujal pozorovatele, který se přijel podívat na jeho spoluhráče z rezervy Slovácka Michala Ordoše. Celkem za tým odehrál 60 zápasů.

### Mjällby AIF
Před ročníkem 2005/2006 odešel do druholigového švédského celku Mjällby AIF, který se stal jeho prvním zahraničním angažmá. Za klub nastoupil k 32 střetnutím.

### Malmö FF
V roce 2008 zamířil odešel do jiného týmu ze Švédska, Malmö FF. V klubu strávil tři roky a během této doby odchytal celkem 75 ligových zápasů.

### 1. FC Slovácko (návrat)
Na konci roku 2011 se vrátil do České republiky a od ledna 2012 se stal opět hráčem 1. FC Slovácko. V zimě 2013/14 se zranil a jeho místo zaujal náhradní brankář Milan Heča, který příležitost využil. Na Melichárka od té doby zbyla k jeho nespokojenosti lavice náhradníků. Nastoupil celkem k 50 utkáním.
15. listopadu 2014 vstřelil v 88. minutě za třetiligový rezervní tým Slovácka gól ze hry proti Uničovu, zařídil tím vyrovnání na konečných 2:2.

### NK Inter Zaprešić
Koncem ledna 2015 ve Slovácku předčasně skončil a odešel do chorvatského druholigového NK Inter Zaprešić. V klubu však dlouho nepobyl.

### FC Zbrojovka Brno
Již další týden odešel z Interu Zaprešić na hostování do FC Zbrojovka Brno. Tento transfer vyvolal zlou krev v klubu 1. FC Slovácko, které mu umožnilo rozvázání kontraktu (ten mu měl končit v létě 2015). Slovácko zrušením kontraktu vyhovělo hráči, aby mohl odejít zadarmo do ciziny, podle šéfa Vladimíra Krejčího nechtělo posílit ligovou konkurenci. Pokud by hráč v létě zamířil jinam v rámci české ligy, Slovácku by náleželo dle české legislativy tabulkové odstupné v hodnotě cca 800 000 – 1 milion korun. Přestupem hráče do Interu Zaprešić Slovácko nemělo nárok na finanční kompenzaci. Šéf Zbrojovky Zdeněk Kudela poznamenal, že Melichárek přišel do Slovácka ze Švédska zadarmo a očekával, že z něj i zadarmo po skončení smlouvy odejde (tedy bez vyplácení tabulkového odstupného). V létě 2015 do klubu přestoupil, když podepsal tříletý kontrakt.